# أبو حاتم الزطي
أبو حاتم الزطي كان واعظاً إسماعيلياً وهو مؤسس طائفة البقلية من القرامطة.

## سيرته
كان أبو حاتم الزطي من الزط، والذين هم من الجات الذين كانوا يعيشون في جنوب العراق في فترة الخلافة. بدأ بنشر عقيدته عام 907 في الجزء السفلي من العراق، حيث منع أتباعه من أكل الثوم والكراث واللفت، وذبح الحيوانات، واتباع بعض الشعائر الدينية الإسلامية العرفية. وبسبب هذه القيود، أصبحوا يعرفون باسم " البقلية "، وسرعان ما استخدمت هذه التسمية للإشارة بشكل عام إلى قرامطة السواد.